# Hong Ji-hoon
Hong Ji-hoon (* 27. Oktober 1988) ist ein südkoreanischer Badmintonspieler.

## Karriere
Hong Ji-hoon gewann 2006 die Junioren-Weltmeisterschaft im Herreneinzel. Im gleichen Jahr wurde er bereits Dritter im Herrendoppel bei den Vietnam Open. 2008 wurde er Weltmeister mit dem südkoreanischen Herrenteam, während es zwei Jahre später nur zu Platz fünf reichte. Bei der Korea Open Super Series 2010 wurde er Neunter im Einzel.

## Sportliche Erfolge
| Saison | Veranstaltung              | Disziplin    | Platz | Name                       |
| ------ | -------------------------- | ------------ | ----- | -------------------------- |
| 2006   | Junioren-Weltmeisterschaft | Herreneinzel | 1     | Hong Ji-hoon               |
| 2006   | Vietnam Open               | Herrendoppel | 3     | Choi Ho-jin / Hong Ji-hoon |
| 2007   | Indonesia International    | Herreneinzel | 1     | Hong Ji-hoon               |
| 2008   | Thomas Cup                 | Herrenteam   | 1     | Südkorea                   |
| 2010   | Thomas Cup                 | Herrenteam   | 5     | Südkorea                   |
| 2010   | Korea Open                 | Herreneinzel | 9     | Hong Ji-hoon               |